# Daniel Gygax
Daniel Gygax, född 28 augusti 1981 i Zürich, är en schweizisk fotbollsspelare som från juli 2015 spelar i FC Le Mont.